# Philip Gore
Philip Yorke Gore (ur. 23 listopada 1801 w Dublinie, zm. 25 czerwca 1884) – brytyjski arystokrata i dyplomata, najstarszy syn pułkownika Williama Johna Gore'a (młodszego syna 2. hrabiego Arran) i Caroline Hales, córki Thomasa Halesa, 4. baroneta.
Pracę w dyplomacji rozpoczął w sierpniu 1820, kiedy został attaché ambasady w Sztokholmie. W lutym 1825 objął podobną funkcję w ambasadzie w Paryżu, zaś w czerwcu 1826 w Lizbonie. W latach 1827–1837 był sekretarzem poselstwa w Buenos Aires. Między październikiem 1832 a październikiem 1834 pełnił funkcję Chargé d'Affaires w stolicy Argentyny. Po śmierci swojego stryja w 1837 odziedziczył tytuł hrabiego Arran i zasiadł w Izbie Lordów. 6 maja 1841 został kawalerem Orderu Świętego Patryka.
1 marca 1838 we Freshford w hrabstwie Somerset, poślubił Elisabeth Marianne Napier (zm. 27 kwietnia 1899), córkę generała Williama Francisa Patricka Napiera i Caroline Amelii Fox, córki generała Henry’ego Foxa. Philip i Elisabeth mieli razem dwóch synów i trzy córki:
- Arthur Saunders William Charles Fox Gore (6 stycznia 1839-14 marca 1901), 5. hrabia Arran
- Augustus Frederick Napier Gore (7 grudnia 1840-19 stycznia 1849)
- Caroline Annesley Gore (1848-17 grudnia 1914), żona Waltera Hore-Ruthvena, 9. lorda Ruthven of Freeland, miała dzieci
- Elisabeth Augusta Gore (1855-26 maja 1933)
- Mary Napier Gore (1858-2 lutego 1927), żona Herberta Ewarta, miała dzieci